# Héctor Luis Gradassi
Héctor Luis Gradassi (Córdoba, 6 de marzo de 1933-ibídem,4 de febrero de 2003) fue un automovilista argentino. El grueso de su carrera la llevó a cabo en Turismo Carretera, donde fue campeón para la marca Ford en cuatro oportunidades (1972, 1974, 1975 y 1976).

## Trayectoria
Comenzó su carrera como piloto de Turismo Mejorado en 1964.

### Turismo Carretera
Su debut en Turismo Carretera fue en 1967, siendo fichado por el equipo oficial de Industrias Kaiser Argentina y ganando en su carrera debut a bordo de un Torino 380 W, convirtiéndose en el 93° ganador del historial del TC. En el mismo año de su debut, salió subcampeón por detrás de su compañero de equipo Eduardo Copello.
Tras su salida en el año 1970 del equipo IKA, fichó para la escudería oficial de la filial de Ford, tripulando en este caso un Ford Falcon. En la máxima categoría del automovilismo argentino, Gradassi supo consagrarse campeón en cuatro oportunidades, siempre manejando un Ford Falcon. Durante su etapa en Ford, supo tener como compañeros de equipo a otros grandes del TC como Nasif Estéfano, Esteban Fernandino y Juan María Traverso.
En total en el TC, Gradassi obtuvo 29 victorias en las 244 carreras de las que formó parte. Sus números lo convierten en uno de los pilotos más ganadores de la categoría.

## Vida social
Además "Pirín", como lo apodaban, formó parte durante muchos años del Córdoba Automóvil Club, institución en la que integró la comisión directiva por muchos años, y del Club de Autos Antiguos, con los que participó de muchas competencias de regularidad, logrando, de algún modo, seguir ligado a la actividad automovilística.